# アティス＝シュル＝オルジュ条約

フランドル伯の紋章。

アティス＝シュル＝オルジュ条約（アティス＝シュル＝オルジュじょうやく、フランス語: Traité d'Athis-sur-Orge）は、1305年6月23日に締結された、フランス王フィリップ4世とフランドル伯ロベール3世の間の講和条約。条約はモン＝アン＝ペヴェルの戦いの後、アティス＝シュル＝オルジュで締結され、フランス・フランドル戦争を終結させた。
条約により、ワロン・フランドル地方、すなわちリール、ドゥエー、オルシはフランス王領に組み込まれた。その代わり、フランドルは王国の封土として独立を維持した。